# 93. Sinfonie (Haydn)
Die Sinfonie Nr. 93 in D-Dur (Hob. I:93) komponierte Joseph Haydn im Jahr 1791. Das Werk zählt zu Haydns Londoner Sinfonien: es entstand im Rahmen der ersten Londoner Reise und wurde am 17. Februar 1792 uraufgeführt.

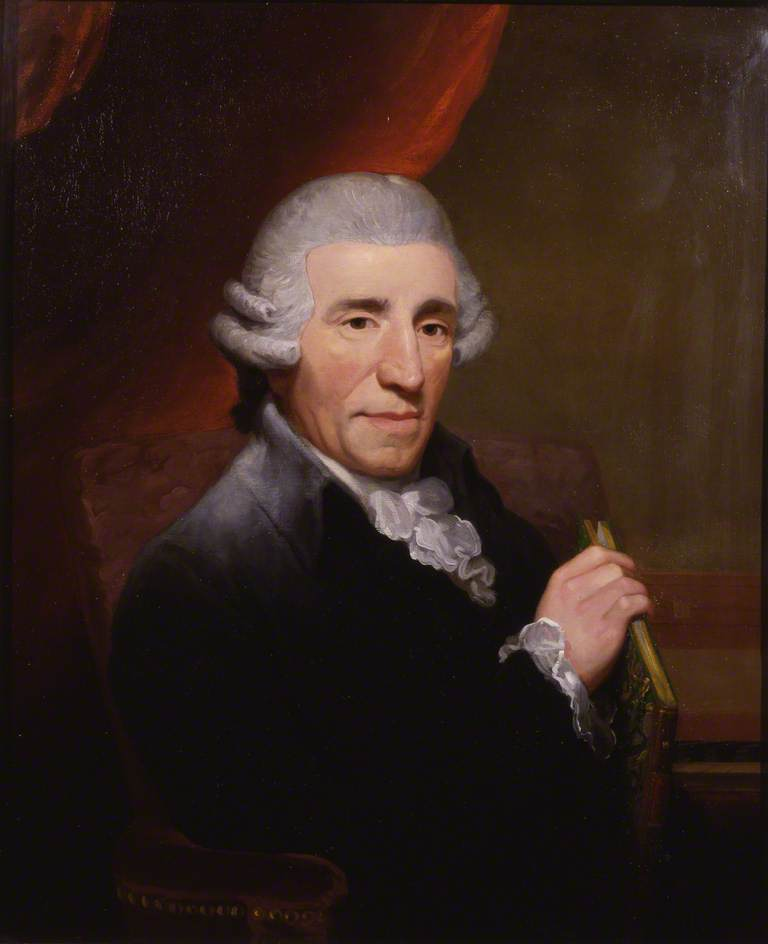
Joseph Haydn (1791), Ölgemälde von Thomas Hardy

## Entstehung
Die Uraufführung der Sinfonie Nr. 93 fand am 17. Februar 1792 statt und war ein großer Erfolg. Der langsame Satz musste wiederholt werden, und am 20. April und 18. Mai wurde das Werk auf besonderen Wunsch nochmals ganz wiederholt. In den Lokalzeitungen wurde die Sinfonie hoch gelobt. Beispielsweise berichtete die Times am 20. Februar 1792:

„Eine neue Ouvertüre aus der Feder des unvergleichlichen Haydn bildete einen beträchtlichen Ast dieses fantastischen musikalischen Baumes. Solch eine Verbindung von außerordentlicher Qualität war in jedem Satz enthalten, die sowohl alle Ausführenden wie auch die Zuhörerschaft mit enthusiastischer Leidenschaft erfüllte. Neuheit der Idee, angenehme Kaprice und gute Laune, alle zusammen kombiniert mit Haydns gewohnt erhabener Größe ergriff zunehmend Seele und Gefühle eines Jeden.“

Über die Entstehung der Sinfonie, die offenbar schon Jahre vorher geplant war, berichtet van Hoboken (1957) aus dem Briefwechsel zwischen Haydn und Frau von Genzinger. So schreibt Haydn am 14. März 1790:

„[…] die versprochene neue Sinfonie werden Ihro Gnaden in Monath April […] überkommen […]“ Am 30. Mai 1790 führt er dann aus, dass er „Gott lob, gesund, und thätige lust zur arbeith habe“; andererseits bedauert Haydn „bey dieser lust, dass Euer Gnaden so lang auf die versprochene Sinfonie warten müssen.“ Und im Brief vom 15. August 1790: „diese arme versprochene Sinfonie schwebt seit Ihrer anordnung stets in meiner Fantasie, nur einige (leyder) bishero Nothdringende zu fälle haben diese Sinfonie noch nicht zur welt kommen lassen!“

Am 17. November 1791, inzwischen in London, teilt er Frau von Genzinger mit:

„meine versprochene neue Sinfonie werden Euer gnaden in 2 Monathen erhalten. um aber gute Ideen zu bekommen, so bitte ich, schreiben mir Euer gnaden, aber schreiben Sie ja recht viel […]“ Aber auch diese Zusage kann Haydn nicht einhalten, sondern schreibt am 20. Dezember 1791. „[…] jene Sinfonie aber, so für Euer Gnaden bestimt, werd ich längstens anfangs February übermachen.“ Endlich kann er Frau von Genzinger am 2. März 1792 von der vor zwei Jahren versprochenen Sinfonie mitteilen: „[…] da ich dieselbe vergangenen Freytag zum erstenmahl producirte; Sie machte […] den Tiefesten Eindruck auf die Hörer.“ Haydn kann aber das Werk immer noch nicht zusenden: „Erstens weil ich willens bin, das letzte Stück von derselben abzuändern, und zu verschönern, da solches in rücksicht der Ersten Stücke zu schwach ist […] und 2. ursach ist, weil ich in der that befürchte, dass dieselbe möchte gefahr laufen in fremde Hände zu komen. […] Euer gnaden müssen demnach mir Ihre gütige nachsicht schenken, bis ich selbst die gnade haben werden, bis Ende July […] die Sinfonie zu übergeben.“

Offenbar hat Haydn die geplante Überarbeitung des Schlusssatzes aber nie durchgeführt.

## Zur Musik
Besetzung: zwei Querflöten, zwei Oboen, zwei Fagotte, zwei Hörner in D, zwei Trompeten in D, Pauken, Violine I u. II, Viola, Violoncello, Kontrabass. Zahlreiche Quellen wie  Konzertankündigungen, Presseberichte und Erinnerungen belegen, dass Haydn die Sinfonien seines ersten Londoner Aufenthalts vom Cembalo (harpsichord) oder vom Pianoforte aus leitete oder dabei den „Vorsitz“ hatte, wie Burney es ausdrückte (“Haydn himself presided at the piano-forte”). Nach der damaligen Aufführungspraxis ist dies ein Indiz für den ursprünglichen Gebrauch eines Tasteninstrumentes (Cembalo oder Fortepiano) als nicht notiertes Continuoinstrument in den „Londoner Sinfonien“.
Aufführungszeit: ca. 25 Minuten.
Bei den hier benutzten Begriffen der Sonatensatzform ist zu berücksichtigen, dass dieses Schema in der ersten Hälfte des 19. Jahrhunderts entworfen wurde (siehe dort) und von daher nur mit Einschränkungen auf die Sinfonie Nr. 93 übertragen werden kann. – Die hier vorgenommene Beschreibung und Gliederung der Sätze ist als Vorschlag zu verstehen. Je nach Standpunkt sind auch andere Abgrenzungen und Deutungen möglich.

### Erster Satz: Adagio – Allegro assai
Adagio: D-Dur, 3/4-Takt, Takt 1–20
Die Einleitung beginnt mit zwei signalartigen, durch eine Pause getrennten Unisonoschlägen auf D im Forte-Tutti. Die 1. Violine stellt dann unter Begleitung der übrigen Streicher im Piano ein zweitaktiges Motiv aus einem gebrochenen Akkord sowie einer Figur mit Verzierungsfloskel vor. Dieses Motiv wird unter Begleitung des übrigen Orchesters klangfarbenreich unter anderem nach Es-Dur moduliert, das vom tonartlich weit entfernten A-Dur eingerahmt ist. Die Einleitung endet mit betonten, durch Pausen unterbrochenen Akkordschlägen auf A, die dominantisch zum folgenden Allegro assai wirken.
Allegro assai: D-Dur, 3/4-Takt, Takt 21, 262 Takte
Das erste Thema (Takt 21–35) mit periodischer Struktur im sanglich-tänzerischen Charakter wird im Streicherpiano mit Stimmführung in den Violinen vorgestellt. In Takt 36 beginnt ein Überleitungsteil im Forte-Tutti, der zunächst auf gebrochenen, aufsteigenden Akkorden (D-Dur, A-Dur) basiert, wobei ein D-Dur-Akkord dreimal echoartig wiederholt wird (Flöte, Fagott, Oboe; jeweils mit 1. Violine). In Takt 53 setzen die dialogisch geführten Violinen als fallende Figur ein, begleitet von energischen, fast schon gegenstimmenartigen Achtelläufen im Bass (eine derartige Verwendung von Achtelläufen tritt auch später im Satz auf). Der folgende Kadenzabschnitt (Takt 61 ff.) moduliert mit einem Orgelpunkt und Triolen von E-Dur nach A-Dur und festigt damit letztere Tonart, in der nun (Takt 76 ff.) das zweite Thema einsetzt.
Dieses ist vom Charakter her ähnlich dem ersten Thema: sanglich-tänzerisch, vorgetragen im Streicherpiano; allerdings sind Vorder- und Nachsatz hier lediglich viertaktig. Der Vordersatz wird mit solistisch geführter Flöte und imitatorischem Cello-Einwurf wiederholt. Anstelle des Nachsatzes erscheint eine Vorhaltsfloskel mit energischen Akkordschlägen auf A.
In der Schlussgruppe (Takt 95–112) dominieren aufsteigende Achtelläufe der Streicher im Staccato-Forte mit (wiederum) wiederholten, eindringlichen Tonwiederholungen der Bläser auf A. Die Exposition endet in Takt 112 und wird wiederholt.
Der erste, dicht gearbeitete Teil der Durchführung (Takt 113 ff.) basiert auf einem aus dem zweiten Thema abgeleiteten Vorhalts-Motiv. Die Verarbeitung erfolgt, indem das Motiv modulierend durch die Instrumente geführt und einer gegenstimmenartigen, durchlaufenden Achtelbewegung gegenübergesetzt wird. Eine weitere Gegenstimme tritt ab Takt 136 in den Oberstimmen auf. – Der zweite Teil (Takt 154 ff.) leitet zunächst im Piano im Dialog zwischen Flöte (Variante vom Vorhalts-Motiv) und Violine (dreifach wiederholter, gebrochener Akkord analog Takt 39 ff.) zum zweiten Thema über, das nun in C-Dur vorgestellt wird (Takt 161 ff.), aber bereits im Vordersatz abbricht. Jeweils mit zwei Takten vom Vordersatz moduliert Haydn über A-Dur, H-Dur und E-Dur nach Fis-Dur, woraufhin im Fortissimo eine weitere Variante des Vorhaltsmotivs auftritt. Mit Akkordmelodik auf A-Dur und den bereits verwendeten Achtelläufen endet die Durchführung dominantisch auf dem A-Dur-Septakkord, gefolgt von einem Takt Generalpause mit Fermate.
Die Reprise (Takt 182 ff.) ist ähnlich der Exposition strukturiert. Beim Nachsatz des ersten Themas spielt die 1. Violine allerdings eine gegenstimmenartige Achtelbewegung, und der Überleitungsabschnitt zum zweiten Thema ist stark verkürzt. Die Schlussgruppe ist dagegen mit Akkordmelodik erweitert (je nach Standpunkt als eigene Coda interpretierbar).

„Der erste Satz ist ein Musterbeispiel eines „singenden Allegros“; er ist in eine Ruhe der Entwicklung und Weichheit der Thematik gehüllt, wie man sie nach der kontrastreichen langsamen Einleitung kaum erwarten würde und von Haydn vorher kaum kennt.“

### Zweiter Satz: Largo cantabile
G-Dur, 2/2-Takt (alla breve), 88 Takte
Der Satz kann wie folgt strukturiert werden:
- Vorstellung des feierlich-marschartigen Themas (Takt 1–16): Zunächst in Streichquartettbesetzung (d. h. solistisch 2 Violinen, Viola und Cello), anschließend im Streichertutti mit Fagott; jeweils einmal wiederholt und im Piano.
- Episode 1 (Takt 17–22): Forte-Tutti, g-Moll, Thema barockisiert durch Verzierungen und betonten punktierten Rhythmen.
- Thema in den Streichern mit Fortspinnung, Piano, G-Dur: Takt 23–29
- Episode 2 (Takt 30–43): durchlaufende, „schwebende Triolenbewegung“ mit solistischer Oboenmelodie; läuft aus mit gebrochenen D-Dur-Dreiklängen.
- Thema in den Streichern, Piano, G-Dur: Takt 44–47.
- Episode 3 (Takt 48–60): Zunächst Thema in g-Moll in den Streichern mit Bläserbegleitung, ab Takt 52 dominierende Triolenbewegung mit solistischer Oboenmelodie; Auslaufen wiederum mit gebrochenen D-Dur-Akkorden.
- Thema in den Streichern mit Fagott bzw. Flöte, Piano, G-Dur, Takt 61–64.
- Episode 4 (Takt 65–70): solistische Oboenmelodie in Triolen über gehaltenen Tönen der Violinen und Viola.
- Thema, G-Dur (Takt 71–88): Zunächst Vordersatz vom Thema im Forte-Tutti, Nachsatz verebbt echohaft in den Instrumenten bis ins Pianissimo; in Takt 80 überraschend ein „obszönes“[1] Tiefes C der Fagotte im Fortissimo mit anschließender Fortspinnung der Marschmelodie, die allmählich im Piano ausklingt.

### Dritter Satz: Menuetto. Allegro
D-Dur, 3/4-Takt, mit Trio 98 Takte
Charakteristisch für Menuett und Trio ist die Gegenüberstellung von zwei kontrastierenden Abschnitten. So beginnt das Menuett als energische, sinfonische Figur im Unisono, der ab Takt 7 ein tänzerischer „Nachsatz“ gegenübergestellt wird. Der zweite Teil des Menuetts greift anfangs die Figur vom Satzbeginn auf und moduliert ein davon abgespaltetes Motiv, das sowohl in den Oberstimmen wie im Bass auftritt und mit gegenstimmenartigen Achtelläufen begleitet wird. Über einen sechstaktigen Paukenwirbel auf D kündigt sich das Wiedereinsetzen der Reprise an, von der aber lediglich der tänzerische Teil gebracht wird. Durch das rasche Tempo (Allegro) wirken die tänzerischen Passagen insgesamt etwas überspitzt.
Das Trio steht ebenfalls in D-Dur und ist jeweils in der ersten Hälfte beider Teile wie folgt strukturiert: Ein hartes, geradezu bedrohlich wirkendes Bläsersignal aus Vierteln und Triolen, vorgetragen im Forte und Unisono, steht im Dialog mit einem „weichen“ Streichermotiv im Piano, das etwas an das Marschthema vom Largo erinnert. Die Bläser beharren dabei auf D und A, während die Streicher „vergeblich terzverwandte Tonarten vorschlagen“ (h-Moll, G-Dur, F-Dur). Die zweite Hälfte beider Abschnitte ist ähnlich wie im Menuett mit tänzerischer Akkordmelodik gehalten.

### Vierter Satz: Finale. Presto ma non troppo
D-Dur, 2/4-Takt, 312 Takte
Das erste Thema wird zunächst von den Streichern im Piano vorgestellt. Es ist insgesamt 16-taktig und besteht aus jeweils acht Takten Vorder- und Nachsatz (periodischer Aufbau). Charakteristisch und für den weiteren Satzaufbau von Bedeutung ist insbesondere das Anfangsmotiv (im Folgenden: Hauptmotiv) mit auftaktartigem Intervall (hier: Sexte) aufwärts und Sechzehntel-Lauf abwärts, zudem eine Legato-Figur (tritt in der Coda wieder auf). Der Abschnitt bis Takt 16, der auf D-Dur endet, wird einmal wiederholt. Fortspinnungsartig setzt in Takt 17 das Hauptmotiv versetzt und variiert in den Instrumenten auf A-Dur ein, wechselt dann in eine kurze Passage nach d-Moll (Takt 25 ff.) und betont anschließend den Auftakt vom Hauptmotiv mehrfach. Über einen A-Dur-Septakkord erfolgt die Rückführung zum ersten Thema in D-Dur, das nun mit den Bläsern als Variante vorgetragen wird. Dieser Abschnitt (bis Takt 50) wird ebenfalls wiederholt, so dass der gesamte Satzverlauf bis hierhin an ein Rondo mit Vorstellung eines Themas in dreiteiliger Liedform erinnert.
Der folgende Abschnitt ist durchführungsartig gehalten: Das Hauptmotiv wird moduliert (e-Moll, A-Dur) und tritt – analog Takt 17 ff. – versetzt in den Instrumenten auf. Ab etwa Takt 78 reduziert sich das musikalische Geschehen auf den Auftakt vom Hauptmotiv, ehe in Takt 84 das erste Thema nochmals als Variante in A-Dur von den Streichern und der Solo-Flöte vorgetragen wird. Durch das Auftreten in der Dominanttonart kann beim Hörer der Eindruck entstehen, dass anstelle des zu erwartenden zweiten Themas einfach das erste Thema nochmals verwendet wird. Schlussgruppenartig folgt dementsprechend auch eine Kadenzpassage mit Akkordmelodik auf A und D, so dass der Eintritt des „richtigen“ zweiten Themas überraschend wirkt.
Dieses (Takt 118–131) wird von Oboe und Fagott mit Streicherbegleitung vorgetragen und erinnert an das zweite Thema vom ersten Satz. Ohne Zäsur schließt sich eine Unisonopassage mit abgesetzter Achtelbewegung im Forte an, die anfangs als Schlussgruppe gehört werden kann, sich jedoch ab Takt 153 mit dem Auftaktmotiv auf Cis festläuft. Wie ein „Ausrufezeichen“ holt Haydn die Tonart dann nach D-Dur zurück.
Ab Takt 172 setzt das erste Thema reprisenartig wieder in der Tonika D-Dur ein. Ein typischer Durchführungsabschnitt zwischen Exposition (die in der Partitur nicht abgegrenzt ist und auch nicht wiederholt wird) und Reprise fehlt somit, stattdessen ist die thematische Arbeit in die Exposition (Takt 51 ff.) und Teile der Reprise verlagert. Hier setzt der Verarbeitungsteil analog Takt 50 bereits nach dem ersten Themendurchlauf in Takt 186 ein, wobei neben Modulationen über F- und B-Dur auch die d-Moll-Passage entsprechend Takt 25 ff. eingeschaltet ist. Das zweite Thema beginnt in Takt 237 und ist somit – im Vergleich zur Exposition – näher am ersten Thema. Die Schlussgruppe endet auf einem A-Dur-Septakkord mit folgender Generalpause.
Die Coda (Takt 268 ff.) wiederholt zunächst über einem siebentaktigen Paukenwirbel (langer Paukenwirbel auch im Menuett) das Legato-Motiv vom ersten Thema und geht dann über eine Achtelfigur analog Takt 96 ff. in gebrochene Akkorde auf D- und A-Dur über. Es folgt ein kurzer Dialog zwischen Bläserfanfare (aus dem Auftaktmotiv abgeleitet, erinnert an den Ausruf „Viva la libertà“ aus dem Finale des 1. Akts von Wolfgang Amadeus Mozarts Don Giovanni) und Hauptmotiv in den Streichern; der Satz schließt mit Akkordmelodik im Forte.

## Notenausgaben
- Joseph Haydn: Symphony No. 93 D major. Ernst Eulenburg Ltd No. 468 (Taschenpartitur, ohne Jahresangabe)
- Joseph Haydn: Sinfonia No. 93 D-Dur Hob. I/93. Reihe: Kritische Ausgabe sämtlicher Sinfonien. Philharmonia No. 793, Universal Edition, 46 S. (Taschenpartitur von 1965)
- Robert von Zahn, Gernot Gruber: Londoner Sinfonien 1. Folge. In: Joseph Haydn-Institut Köln (Hrsg.): Joseph Haydn Werke. Reihe 1, Band 15. G. Henle-Verlag, München 2005, 176 Seiten